# Botoran
Botoran is een bestuurslaag in het regentschap Tulungagung van de provincie Oost-Java, Indonesië. Botoran telt 4718 inwoners (volkstelling 2010).